# Danny Mills
Daniel John Mills (ur. 18 maja 1977 w Norwich) – angielski piłkarz występujący na pozycji obrońcy.
Karierę zaczynał w Norwich City. Później w 1998 przeniósł się do Charltonu, którego barwy reprezentował przez jeden sezon. W 1999 odszedł do Leeds United, z którym osiągnął półfinał Ligi Mistrzów w 2001. W 2003 trafił do Middlesbrough, a od roku 2004 reprezentował barwy Manchesteru City. We wrześniu 2006 został wypożyczony na 2 miesiące do Hull City, latem 2007 do Charltonu, a na początku 2008 roku do Derby County. W roku 2009, po wygaśnięciu jego kontraktu z Manchesterem City opuścił klub.
W reprezentacji Anglii wystąpił w 19 meczach. Grał w niej m.in. podczas Mistrzostw Świata 2002.